# 漂渊游参
漂渊游参（学名：Bathyplotes natans）为辛那参科渊游参属的动物。分布于日本、大西洋、西印度群岛，包括东海等海域，多栖息于水深200-1600米的海底。该物种的模式产地在挪威。